# Alberto Gilardino
Alberto Gilardino (Biella, 1982. július 5. –) olasz válogatott labdarúgó, edző. 2004-ben bronzérmet szerzett az olasz válogatottal az olimpiai játékokon.

## Pályafutása

### Klub

#### Piacenza, Verona
Felnőttkarrierjét a Piacenzában kezdte 1999-ben. Első idényében tizenhét mérkőzésen három gólt szerzett. Egy év után máris elszerződött, a Verona játékosa lett hét és fél milliárd olasz líra ellenében. Az itt töltött két idény alatt harminckilenc mérkőzésen ötször talált az ellenfelek kapujába. 2001 nyarán felmerült, hogy a Verona végleg megszerzi (addig csak 50%-ban birtokolta Gilardino játékjogát), azonban ez végül nem következett be, és a Parma leigazolta őt. Ekkor még szintén csak 50%-ban volt új klubjának játékosa, amely ekkor még nem rendelte magához, hanem kölcsönadta a Veronának, vagyis gyakorlatilag olyan volt ez az év számára, mintha semmi nem történt volna a karrierjét illetően. 2001 áprilisában súlyos autóbalesetet szenvedett, amely miatt hosszú időt volt kénytelen kihagyni.

#### Parma
2002 nyarán lett végleg a Parma játékosa, amely ekkor vette meg játékjoga másik felét. Cserébe Anthony Šerić a Veronához került.
Első idényében, Cesare Prandelli edzősége idején (aki később a Fiorentinához is vitte magával Gilardinót) öt gólt szerzett, időközben csatártársa a korábbi veronai csapattárs Adrian Mutu lett. Adriano távozásával ő lett a klub első számú csatára, és élni tudott ezzel a lehetőséggel, ugyanis a 2003-04-es idény során huszonhárom gólt szerzett, amellyel a góllövőlistán az előkelő második helyet tudhatta magáénak. Jó teljesítményének köszönhetően csapata 2007-ig meghosszabbította szerződését. Egy évvel később ugyanilyen teljesítményt nyújtott, végül kilencvenhat összecsapáson összesen ötven találattal zárt.

#### Milan
2005. július 17-én jelentették be, hogy Gilardino az AC Milan játékosa lett, átigazolásának díja pedig huszonnégy millió euró volt. Bár a bajnokságban tizenhét alkalommal is betalált, a BL-ben mind a tizenkét mérkőzésén gólképtelen maradt. Nemzetközi mérkőzéseken a következő idényben sem szerepelt sokkal jobban, ugyanis mindössze két gólt szerzett, igaz, ezek közül az egyik, az elődöntőben, a Manchester ellen szerzett találata a Milan számára a döntőt jelentette a Liverpool ellen. Ezen a mérkőzésen egyébként mindössze két percnyi játéklehetőséget kapott Filippo Inzaghi cseréjeként.
2007 októberében duplázni tudott a Lazio ellen 5–1-re megnyert mérkőzésen, ezzel április után tudott ismét betalálni. Utolsó milánói idényében hét alkalommal tudott gólt szerezni.

#### Fiorentina

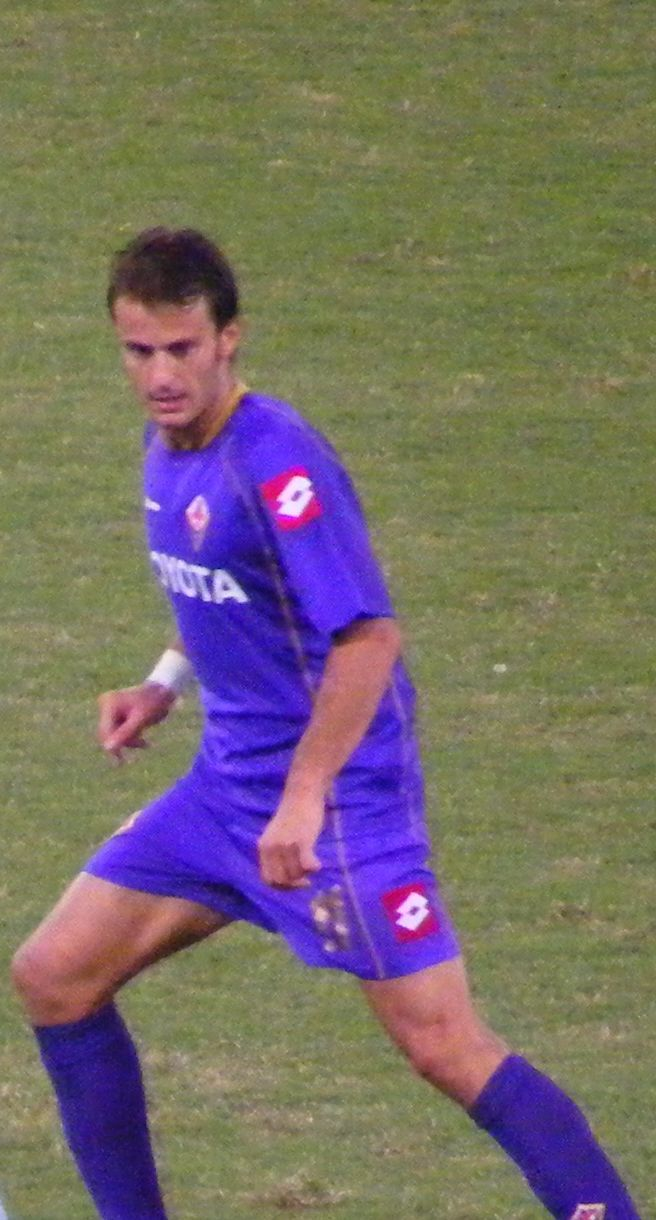
Gilardino a Lazio ellen, 2008. szeptember 24-én.

2008. május 28-án dőlt el, hogy a következő idénytől kezdve a Fiorentinában fog majd szerepelni. Ekkor tizenkét millió euróért váltott klubot, és ötéves szerződést írt alá. Edzőjével, Cesare Prandellivel a Parma után dolgozhatott ismét együtt. Első gólját a „violák” csapatában a Slavia Praha elleni BL-selejtezőn szerezte. Bajnokin rögtön a bemutatkozása alkalmával, a Juventus ellen betalált, pontot mentve csapatának. A 2008-09-es évadot végül tizenkilenc találattal fejezte be, és gyorsan a szurkolók kedvencévé vált. Kivételesen jól sikerült számára az az évi BL-kiírás, ugyanis betalált mind a Lyon, mind a Debrecen, mint a Liverpool ellen.
2011. február 27-én itt szerezte meg pályafutása kétszázadik gólját, egy Bari elleni meccsen. Firenzei mutatója végül 118/48-nál állt meg.

#### Genoa
2012. január 3-án 8 millió euróért a Genoa csapatához igazolt. Mezszáma születése éve után a 82 lett.

#### Bologna
2012. augusztus 31-én kölcsönbe került a Bologna csapatához egy szezonra.

#### Kuangcsou Evergrande
2014. július 5-én 5 millió euróért szerződtette a kínai Kuangcsou Evergrande klubja.

#### Ismét a Fiorentinánál
2015. január 25-én kölcsönbe került volt klubja a Fiorentinához.

#### Palermo
2015. augusztus 27-én aláírt a US Palermo klubjához.

#### Empoli
2016. július 7-én két évre szerződött le az Empoli csapatával.

#### Pescara
2017. január 9-én a Pescara játékosa lett.

#### Spezia
2017. október 3-án csatlakozott a Spezia csapatához. 2018. szeptember 20-án bejelentette visszavonulását.

### A válogatottban
Az olimpiai csapattal részt vett az athéni játékokon, ahol bronzérmes lett.
Tagja volt a 2006-ban világbajnok csapatnak, ahol a második csoportmérkőzésen, az USA ellen gólt szerzett, a németek elleni elődöntő hosszabbításában pedig gólpasszt adott del Pierónak. 2007. október 17-én egy alkalommal csapatkapitány is lehetett Daniele de Rossi lecserélése után.
Ugyancsak tagja volt a 2010-es olasz keretnek is. Ez a torna egyébként kudarccal végződött az olasz nemzeti csapat számára.

### Edzőként
2018 szeptemberében megszerezte az UEFA A és az UEFA B licenszű edzői képesítését. 2018. oktőber 7-én a Rezzato csapatánál Luca Prina másodedzője lett. 2019. február 28-án előléptették a klub vezetőedzőjének. 2019. július 11-én a Pro Vercelli edzője lett. 2020. szeptember 8-án az AC Siena menedzsere lett. 2021. január 12-én közös megegyezéssel felbontotta a szerződését a klubbal, annak ellenére, hogy a bajnokság 2. helyén voltak. Február 11-én visszatért és a 3. helyen fejezték be a bajnokságot, majd október 24-én ismét távozott.

## Sikerei, díjai

### Klub
- AC Milan
  - BL-győztes: 2006-07
  - UEFA-szuperkupa: 2007
  - Klubvilágbajnokság: 2007
- Kuangcsou Evergrande
  - Kínai bajnok: 2014

### Válogatott
- Olaszország U21
  - U21-es Európa-bajnok: 2004
- Olaszország
  - Labdarúgó-világbajnokság: 2006

### Egyéni
- A Serie A legjobb játékosa: 2005
- Az év olasz labdarúgója a Serie A-ban: 2005
- Serie A – Az év fiatal labdarúgója: 2004
- U21-es labdarúgó-Európa-bajnokság – Legjobb játékosa: 2004
- U21-es labdarúgó-Európa-bajnokság – Gólkirálya: 2004

## Statisztika

### Csapatban
| Klub                                | Szezon   | Hazai bajnokság | Hazai bajnokság | Hazai kupa | Hazai kupa | UEFA1 | UEFA1 | Egyéb versenyek2 | Egyéb versenyek2 | Összesen | Összesen |
| Klub                                | Szezon   | Meccs           | Gól             | Meccs      | Gól        | Meccs | Gól   | Meccs            | Gól              | Meccs    | Gól      |
| ----------------------------------- | -------- | --------------- | --------------- | ---------- | ---------- | ----- | ----- | ---------------- | ---------------- | -------- | -------- |
| Piacenza                            | 1999-00  | 17              | 3               | -          | -          | -     | -     | -                | -                | 17       | 3        |
| Piacenza                            | 2000     | -               | -               | 3          | 2          | -     | -     | -                | -                | 3        | 2        |
| Piacenza                            | Össz.    | 17              | 3               | 3          | 2          | -     | -     | -                | -                | 20       | 5        |
| Hellas Verona                       | 2000-01  | 22              | 3               | -          | -          | -     | -     | -                | -                | 22       | 3        |
| Hellas Verona                       | 2001-02  | 17              | 2               | 2          | 1          | -     | -     | -                | -                | 19       | 3        |
| Hellas Verona                       | Össz.    | 39              | 5               | 2          | 1          | -     | -     | -                | -                | 41       | 6        |
| Parma                               | 2002-03  | 24              | 4               | 2          | 1          | 2     | 0     | -                | -                | 26       | 5        |
| Parma                               | 2003-04  | 34              | 23              | 2          | 0          | 4     | 3     | -                | -                | 40       | 26       |
| Parma                               | 2004-05  | 38              | 23              | 1          | 0          | 8     | 1     | -                | -                | 47       | 24       |
| Parma                               | Össz.    | 96              | 50              | 5          | 1          | 14    | 4     | -                | -                | 115      | 55       |
| Milan                               | 2005-06  | 34              | 17              | 3          | 2          | 10    | 0     | -                | -                | 47       | 19       |
| Milan                               | 2006-07  | 30              | 12              | 4          | 2          | 11    | 2     | -                | -                | 45       | 16       |
| Milan                               | 2007-08  | 30              | 7               | 1          | 0          | 8     | 2     | 1                | 0                | 40       | 9        |
| Milan                               | Össz.    | 94              | 36              | 8          | 4          | 29    | 4     | 1                | 0                | 132      | 44       |
| Fiorentina                          | 2008-09  | 35              | 19              | 1          | 0          | 10    | 6     | -                | -                | 46       | 25       |
| Fiorentina                          | 2009–10  | 36              | 15              | 3          | 0          | 9     | 4     | -                | -                | 48       | 19       |
| Fiorentina                          | 2010–11  | 35              | 12              | 1          | 0          | -     | -     | -                | -                | 36       | 12       |
| Fiorentina                          | 2011–12  | 12              | 2               | 1          | 1          | -     | -     | -                | -                | 12       | 3        |
| Fiorentina                          | Összesen | 118             | 48              | 6          | 1          | 19    | 10    | –                | –                | 142      | 59       |
| Genoa                               | 2011-12  | 6               | 1               | 0          | 0          | 0     | 0     | -                | -                | 6        | 1        |
| Genoa                               | Össz.    | 6               | 1               | 0          | 0          | 0     | 0     | -                | -                | 6        | 1        |
| Összesen                            | Összesen | 373             | 144             | 24         | 9          | 61    | 18    | 2                | 0                | 460      | 171      |
| Utolsó frissítés: 2012. március 11. |          |                 |                 |            |            |       |       |                  |                  |          |          |

1Európai kupák: UEFA-bajnokok ligája, UEFA-kupa és UEFA-szuperkupa.

2Egyéb versenyek: FIFA-klubvilágbajnokság.

### Góljai a válogatottban
Frissítve: 2008. augusztus 20. 
| #   | Dátum               | Helyszín                          | Ellenfél         | Gól | Eredmény  | Kiírás                           |
| --- | ------------------- | --------------------------------- | ---------------- | --- | --------- | -------------------------------- |
| 1.  | 2004. október 13.   | Palermo, Olaszország              | Fehéroroszország | 4–3 | Győzelem  | 2006-os vb-selejtező             |
| 2.  | 2005. február 9.    | Cagliari, Olaszország             | Oroszország      | 2–0 | Győzelem  | Barátságos mérkőzés              |
| 3.  | 2005. augusztus 17. | Dublin, Írország                  | Írország         | 1–2 | Győzelem  | Barátságos mérkőzés              |
| 4.  | 2005. október 12.   | Lecce, Olaszország                | Moldova          | 2–1 | Győzelem  | 2006-os vb-selejtező             |
| 5.  | 2005. november 12.  | Amszterdam, Hollandia             | Hollandia        | 1–2 | Győzelem  | Barátságos mérkőzés              |
| 6.  | 2006. március 1.    | Firenze, Olaszország              | Németország      | 4–1 | Győzelem  | Barátságos mérkőzés              |
| 7.  | 2006. április 30.   | Genf, Svájc                       | Svájc            | 1–1 | Döntetlen | Barátságos mérkőzés              |
| 8.  | 2006. június 17.    | Kaiserslautern, Németország       | Egyesült Államok | 1–1 | Döntetlen | 2006-os labdarúgó-világbajnokság |
| 9.  | 2006. szeptember 6. | Saint-Denis, Franciaország        | Franciaország    | 1–3 | Vereség   | 2008-as Eb-selejtező             |
| 10. | 2008. augusztus 20  | Nizza, Franciaország              | Ausztria         | 2–2 | Döntetlen | Barátságos mérkőzés              |
| 11. | 2009. június 10.    | Pretoria, Dél-afrikai Köztársaság | Új-Zéland        | 4–3 | Győzelem  | Barátságos mérkőzés              |
| 12. | 2009. június 10.    | Pretoria, Dél-afrikai Köztársaság | Új-Zéland        | 4–3 | Győzelem  | Barátságos mérkőzés              |
| 13. | 2009. október 10.   | Dublin, Írország                  | Írország         | 2–2 | Döntetlen | Vb-selejtező                     |
| 14. | 2009. október 14.   | Parma, Olaszország                | Ciprus           | 1–2 | Győzelem  | Vb-selejtező                     |
| 15. | 2009. október 14.   | Parma, Olaszország                | Ciprus           | 2–2 | Győzelem  | Vb-selejtező                     |
| 16. | 2009. október 14.   | Parma, Olaszország                | Ciprus           | 3–2 | Győzelem  | Vb-selejtező                     |
| 17. | 2010. szeptember 7. | Firenze, Olaszország              | Feröer           | 1–0 | Győzelem  | Vb-selejtező                     |